# Nunatak Altsek

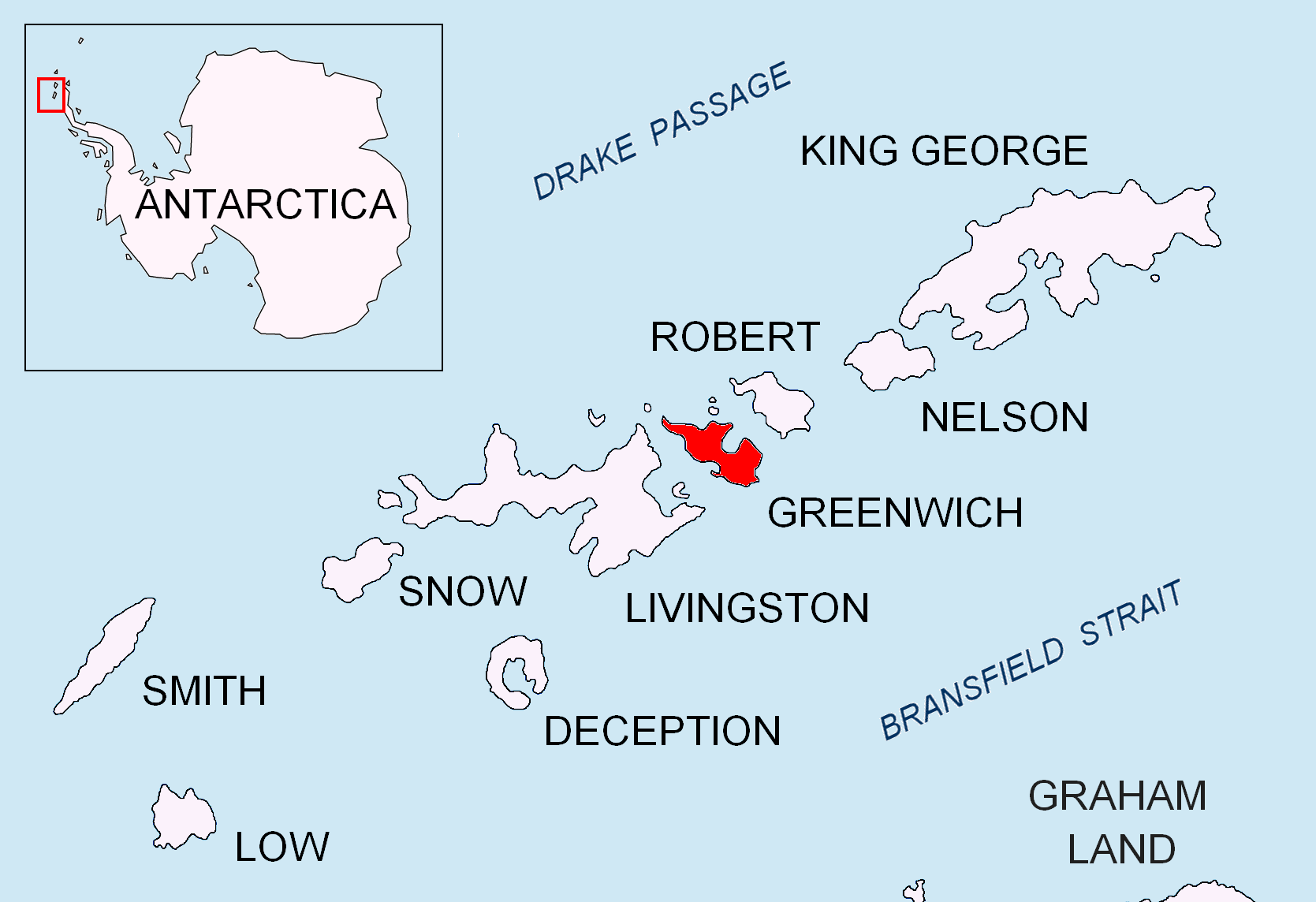
Localização da Ilha Greenwich nas Ilhas Shetland do Sul.

O Nunatak Altsek (Nunatak Altsek \'nu-na-tak al-'tsek\) é uma colina rochosa de 170 m de altura (560 ft) se projetando da Geleira Murgash na Ilha Greenwich, na Antártida.  O pico recebeu o nome do Cã Altsek, que os búlgaros  estabeleceram na península itálica no século VII d.C..

## Localização
O pico está localizado em 62° 29′ 41,6″ S, 59° 52′ 43″ O que está a 1,96 km a nordeste do Cabo Yovkov, 740 m a sudeste da Colina Lloyd, 970 m a leste do Nunatak Kotrag, 1,6 km a oeste pelo norte da Serrania Tile e a 2,5 km norte-noroeste do Cabo Kaspichan.

## Mapas
- L.L. Ivanov et al. Antártica: Ilha Livingston e Ilha Greenwich, Ilhas Shetland do Sul. Scale 1:100000 topographic map. Sofia: Antarctic Place-names Commission of Bulgaria, 2005.
- L.L. Ivanov. Antártida: Ilha Livingston e Ilhas Greenwich, Robert, Snow e Smith. Escala 1:120000, mapa topográfico. Troyan: Manfred Wörner Foundation, 2009.